# Шаталов Сергій Сергійович
Сергі́й Сергі́йович Шата́лов (нар. 1993) — полковник Збройних сил України, учасник російсько-української війни, що відзначився у ході російського вторгнення в Україну. Повний лицар ордена Богдана Хмельницького.

## Життєпис
Народився 7 червня 1993 в с. Райгород Немирівського району Вінницької області. У 2014 закінчив Національну академію сухопутних військ імені гетьмана Петра Сагайдачного за спеціальністю «Управління діями підрозділів артилерії». Відразу після закінчення академії, розпочав службу у Збройних Силах України. Його батальйон морської піхоти протягом трьох тижнів захищав позиції у Криму.
З початку російського вторгнення в Україну батальйон, яким командував Сергій Шаталов, виконував завдання поблизу Маріуполя. У 2022 році батальйон під його командуванням брав участь в обороні та визволенні правобережжя Херсонщини. Після отримання поранення Сергій Шаталов повернувся до служби та на посаді командира підрозділу виконував завдання для звільнення лівобережжя Херсонщини в районі с. Кринки.
Служив заступником командира 36-ї окремої бригади морської піхоти та командиром 505-го окремого батальйону морської піхоти.

## Нагороди
- Орден Богдана Хмельницького I ст. (29 липня 2025) — за особисту мужність, виявлену у захисті державного суверенітету та територіальної цілісності України, самовіддане виконання військового обов'язку[3];
- орден Богдана Хмельницького II ст. (8 липня 2022) — за особисту мужність і самовіддані дії, виявлені у захисті державного суверенітету та територіальної цілісності України, вірність військовій присязі[4];
- орден Богдана Хмельницького III ст. (11 травня 2022) — за особисту мужність і самовіддані дії, виявлені у захисті державного суверенітету та територіальної цілісності України, вірність військовій присязі[5].